# Сава (Клуж)
Сава (рум. Sava) насеље је у Румунији у округу Клуж у општини Палатка. Oпштина се налази на надморској висини од 348 m.

## Становништво
Према подацима из 2002. године у насељу је живело 213 становника.

### Попис2002.
| Расподела становништва по националности 2002.‍ | Расподела становништва по националности 2002.‍ | Расподела становништва по националности 2002.‍ | Расподела становништва по националности 2002.‍ | Расподела становништва по националности 2002.‍ |
| --------------------------------------------- | --------------------------------------------- | --------------------------------------------- | --------------------------------------------- | --------------------------------------------- |
|                                               |                                               |                                               |                                               |                                               |
| Румуни                                        | Румуни                                        |                                               | 188                                           | 88,3%                                         |
| Мађари                                        | Мађари                                        |                                               | 19                                            | 8,9%                                          |
| Роми                                          | Роми                                          |                                               | 6                                             | 2,8%                                          |